# Gabriele Mana
Gabriele Mana (ur. 4 marca 1943 w Marene) – włoski duchowny katolicki, biskup Bielli w latach 2001–2018.

## Życiorys
Święcenia kapłańskie otrzymał 25 czerwca 1967 i został inkardynowany do archidiecezji turyńskiej. Pracował duszpastersko w kilku parafiach archidiecezji, pełnił także funkcję ojca duchownego w turyńskim seminarium.
13 lipca 2001 papież Jan Paweł II mianował go ordynariuszem diecezji Biella. Sakry biskupiej udzielił mu 1 września 2001 kard. Severino Poletto.
27 lipca 2018 papież przyjął jego rezygnację z pełnionego urzędu.